# Karasiówka (Ryki)
Karasiówka – część miasta Ryki w województwie lubelskim, w powiecie ryckim, dawniej samodzielna miejscowość. Leży na południu miasta, w okolicy ulicy Słowackiego. Od wschodu graniczy z Julinem, od północy okala ją system stawów.

## Historia
Dawniej samodzielna miejscowość. Od 1867 w gminie Ryki w powiecie garwolińskim. W okresie międzywojennym miejscowość należała do powiatu garwolińskiego w woj. lubelskim. W 1921 roku liczba mieszkańców wynosiła 41. 1 września 1933 utworzono gromadę Karasiówka w granicach gminy Ryki, składającą się z miejscowości: Karasiówka kol., Ryki C. kol., Stawy (budynki wojskowe), os. Swaty A. kol., Swaty B. kol., Swaty C. kol. i Swaty D. kol.. 1 kwietnia 1939 Karasiówkę wraz z całym powiatem garwolińskim przyłączono do woj. warszawskiego. Podczas II wojny światowej włączona do Generalnego Gubernatorstwa (dystrykt lubelski, powiat puławski).
Podczas II wojny światowej Julin włączono do Generalnego Gubernatorstwa (dystrykt lubelski, powiat puławski), nadal w gminie Ryki. W 1943 roku liczba mieszkańców wynosiła 450.
Po wojnie miejscowość powróciła do powiatu garwolińskiego w woj. warszawskim, gdzie utraciła status gromady przez połączenie z Julinem; usamodzielniła się wówczas Kolonia Swaty jako odrębna gromada. W związku z reorganizacją administracji wiejskiej jesienią 1954, miejscowość weszła w skład nowej gromady Ryki.
1 stycznia 1957 gromadę Ryki zniesiono w związku z przekształceniem jej obszaru w miasto Ryki, przez co Karasiówka stała się integralną częścią Ryk.